# Air (гурт)
«Air» — французький дует, заснований 1995 року, музику якого відносять до жанру електронної музики. Назва гурту — акронім від слів Amour, Imagination, Rêve (укр. Любов, Уява, Мрія) . Учасники дуету — Ніколя Годен (фр. Nicolas Godin) і Жан-Бенуа Дункель (фр. Jean-Benoît Dunckel).

## Кар'єра

### Заснування гурту
До заснування гурту 1995 року Ніколя Годен вивчав архітектуру у Версальській національній школі, а Жан-Бенуа Дункель — математику. До появи «Air» обидва грали в гурті «Orange» з Алексом Гофером, Ксав'є Жаму, Еріком Лакуром і Етьєнном де Кресі. Ці музиканти пізніше брали участь в створенні реміксів «Air».

### Музичний стиль
Звучання «Air» багато в чому успадковане від синтезаторної музики Вангеліса та Жана-Мішеля Жарра, а також від піонерів психоделічного року «Pink Floyd». У музиці присутні також джазові інтонації, які особливо помітні в концертних імпровізаціях.
Більшість своїх інструментів (наприклад, синтезатор Moog, вокодер) дует використовує під час концертів. Свої композиції гурт вживу виконує як продовжену або змінену їх версію. «Air» часто працює з іншими музикантами: Бет Гірш, Франсуаза Арді, Жан-Жак Пері, Беком Гансеном.

### Інша діяльність
«Air» часто співпрацювали з американським режисером Софією Копполою. Гурт написав музику до її дебютного фільму «Діви-самогубці» 2000 року. Барабанщик «Air», колишній учасник гурту «Redd Kross», Браян Райтцель створив саундтрек до фільму «Труднощі перекладу» 2003 року. Саундтрек до фільму Копполи «Марія-Антуанетта» 2006 року включав одну композицію «Air» («Il Secondo Giorno»).
2002 року італійський письменник Алессандро Барріко запропонував гурту виконати музичний супровід до його книги «Місто». Прем'єра відбулась у листопаді 2002 року в римському «Театро Валле». Виступ став настільки вдалим, що обидві сторони вирішили зробити студійний запис, у результаті чого було видано альбом «City Reading: Tre Storie Western».
Гурт написав та зіграв музику до альбому «5:55» французької акторки та співачки Шарлотти Генсбур, який було випущено у серпні 2006 року .
«Air» записали альбом реміксів «Late Night Tales: Air» для серії дисків «Late Night Tales». Реліз був запланований на жовтень 2005 року, але декілька разів відкладався. Альбом було випущено 11 вересня 2006 року вже в новому дизайні.
18 вересня 2006 року Жан-Бенуа Дункель випустив сольний альбом «Darkel» .

## Дискографія

### Студійні альбоми
- Moon Safari (1998)
- The Virgin Suicides (2000)
- 10 000 Hz Legend (2001)
- Talkie Walkie (2004)
- Pocket Symphony (2007)
- Love 2 (2009)
- Le Voyage Dans La Lune (2012)
- Music for Museum (2014)

### Збірки та альбоми реміксів
- Premiers Symptômes (1997)
- Everybody Hertz (2002)
- City Reading (Tre Storie Western) (2003)
- Late Night Tales (2006)

## Інструменти
Нижче наведено перелік музичних інструментів, які використовувались «Air» під час їхніх турів.
- Moon Safari

Moog source, Roland JX-3P, Roland VP-330 Vocoder plus, Wurlitzer 200A, Moog minimoog, Solina string ensemble, Yamaha CS1x, Hammond XB-2, Roland PC-180, Guitare Fender Jaguar, EMU SP-1200, Fender Rhodes suitecase Mk I, Korg MS-20, Moog Theremin
- 10,000 Hz Legend

VP 330, Roland PC-200, Fender Rhodes mk II, Moogerfooger MF-103, Solina String Ensemble, Korg Ms-20, Akai MPC 2000 XL, Alesis A6 Andromeda, Kurzweil keyboard, Korg cx3 (з EHX Memory Man), Roland PC-200, Harmonica Boss Dr Sample SP-202, Boss VT-1 Voice Transformer, EHX Delay Moogerfooger MF-104, Gibson SG, 70's Guild D35, 70's Fender Mustang Bass, Ashdown Amp
- Talkie Walkie

Yamaha CP-80, Nord Lead 2, Korg MS-20, Solina String Ensemble, Fender Rhodes Mk I, Sequential Circuits Six Track, Hammond XB-2, Roland SH-101, Microkorg, Moog Minimoog Voyager
- Pocket Symphony

Yamaha CP 80, Korg MS-20, Solina String Ensemble, Fender Rhodes mk I, VP-550, Fender Mustang Bass Red Competition, Hofner Club Bass 500/2, Guild Acoustic Guitar, Ashdown Amp
- Love 2

Korg MS-20, Solina String Ensemble, Manikin Memotron, Wurlitzer, Moog Source, VP-550, Fender Mustang Bass Blue Competition, Guild D35, Ashdown Amp